# Bernardino Rivadavia
Bernardino de la Trinidad González Rivadavia i Rivadavia (nascut a Buenos Aires, 20 de maig de 1780 – Cadis, 2 de setembre de 1845) fou un polític de les Províncies Unides del Riu de la Plata, actual Argentina. Fou el primer President de la Nació Argentina, exercint al càrrec entre el 8 de febrer de 1826 i el 7 de juliol de 1827.
Es va educar al Col·legi Nacional de Buenos Aires (en aquell temps Reial Col·legi de Sant Carles), però va abandonar sense acabar els seus estudis. Durant les Invasions Angleses va actuar com a tinent del Terci de Voluntaris de Galicia. El 1808 Santiago de Liniers el va nomenar "alférez real", però aquest nomenament va ser rebutjat pel Cabildo. Va assistir al Cabildo obert del 22 de maig de 1810 votant per la deposició del virrei, fet que va donar peu a l'anomenada Revolució de Maig. Va tenir una forta influència sobre el Primer Triumvirat. Poc després va exercir el càrrec de Ministre de Govern i Relacions Exteriors de la província de Buenos Aires.
Tot i que ja existia un Congrés General (1824) destinat a redactar una Constitució, l'inici de la Guerra del Brasil va motivar la creació immediata del càrrec de President de la Nació Argentina, sent Rivadavia el primer a ocupar-lo. La Constitució Argentina de 1826 es va sancionar amb posterioritat, però fou rebutjada per les províncies. Molt qüestionat per les seves polítiques unitàries, Rivadavia hagué de renunciar al seu càrrec, sent succeït per Vicente López i Planes, però al cap de poc el càrrec va ser dissolt i van passar uns anys fins que no es va tornar a crear de nou.
Després de la seva renúncia, Rivadavia es va retirar a Espanya, on va morir el 1845. Les seves restes van ser repatriades a l'Argentina l'any 1857, rebent honors de Capità General. Actualment la seva sepultura s'ubica a un mausoleu situat a la Plaça Miserere, adjacent a l'Avinguda Rivadavia anomenada en honor seu.